# Noul Testament
Noul Testament este a doua parte a Bibliei, care conține 27 de cărți. Prima parte a Bibliei este Biblia ebraică, denumită de creștini Vechiul Testament. Noul Testament este elementul fundamental al religiei creștine. 
Scrierea Noului Testament a început în jurul anului 50 d.Hr. și s-a încheiat în jurul anului 120 d.Hr. Ultima sa carte (cronologic), a fost A doua epistolă a lui Petru, datată circa 110 d.Hr.  Modificarea Noului Testament a continuat până la Comma Johanneum, adăugată în 1522 d.Hr. La origini a avut cincisprezece sau șaisprezece autori.
Deși nu se dețin originalele, majoritatea experților în domeniu cred că greaca veche (koine) este limba originală a cărților Noului Testament. Deși în tradiția sa, biserica a presupus că Evanghelia după Matei ar fi fost scrisă în ebraică, ipoteza nu se bucură de prea multă susținere în prezent. 

## Titlu
Mai este numit uneori Testamentul grecesc sau Scripturile grecești, întrucât a fost scris în limba greacă. Este vorba despre greaca „koine dialektos”, limba care s-a vorbit în bazinul mediteraneean începând cu epoca lui Alexandru cel Mare (secolul al IV-lea î.Hr.) și până în jurul anului 500 d.Hr. Termenul este o traducere a latinului Novum Testamentum, care corespunde cu originalul grecesc Ἡ Καινή Διαθήκη, adică „Noul Legământ” sau „Noul Testament”. Termenul Noul Testament este folosit pentru a descrie credința creștinilor în Isus Cristos în contrast cu iudaismul vetero-testamentar și contemporan (vezi 2 Corinteni Corinteni 3:6-15; Evrei Evrei 9:15-20). Ulterior, Noul Testament va include  27 de cărți.

## Alcătuirea Noului Testament
Noul Testament este alcătuit din :
4 Evanghelii:
- Evanghelia după Matei
- Evanghelia după Marcu
- Evanghelia după Luca
- Evanghelia după Ioan

21 Epistole:
- 14 scrise conform tradiției de Pavel (dacă luăm în calcul epistolele pastorale și Epistola către evrei)
- 3 scrise conform tradiției de Ioan
- 2 scrise conform tradiției de Petru
- 1 scrisă conform tradiției de Iacob
- 1 scrisă conform tradiției de Iuda

1 carte istorică :
- Faptele Apostolilor

1 carte de revelație:
- Apocalipsa lui Ioan

### Stabilirea canonului Noului Testament

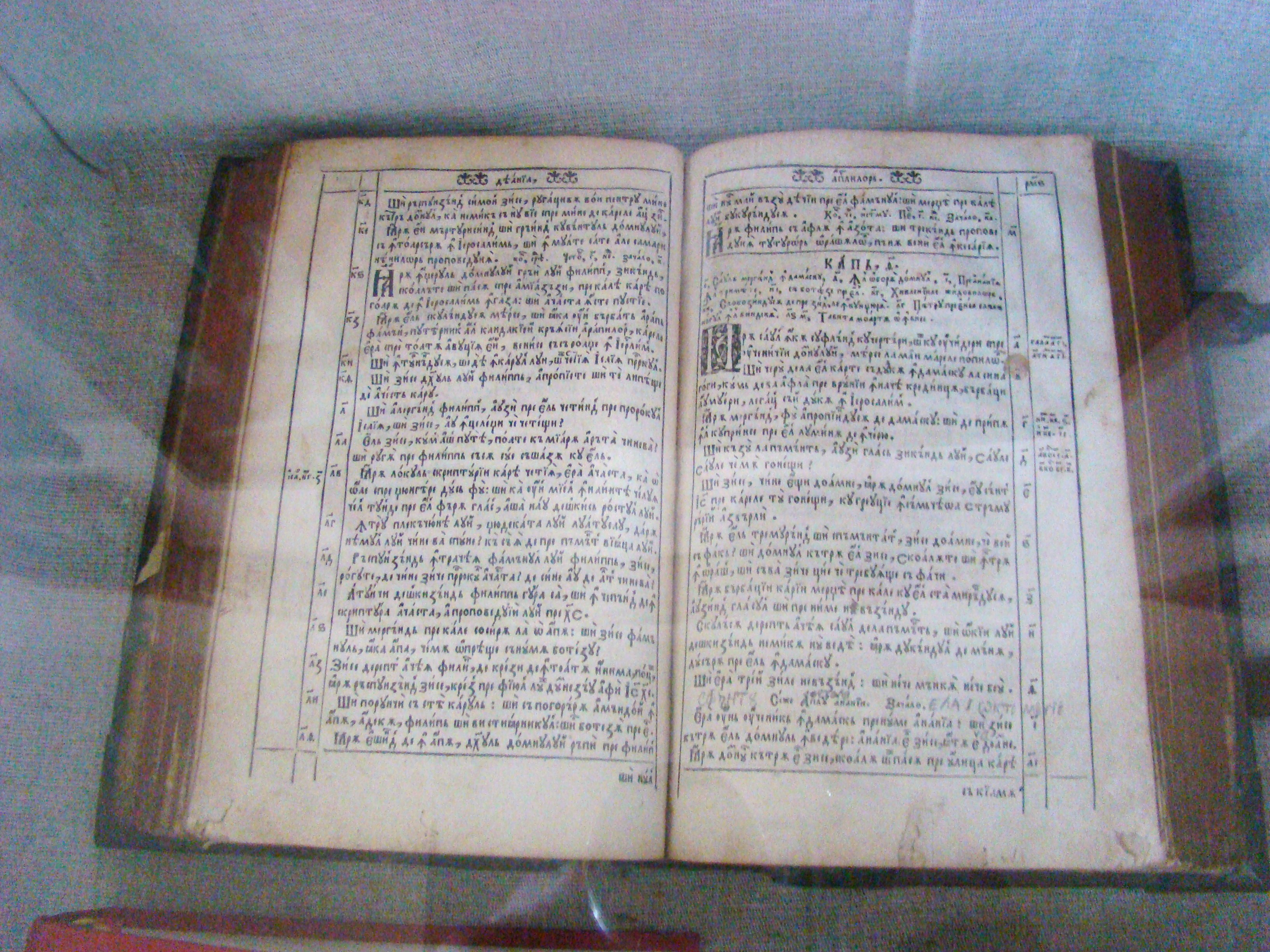
Noul Testament (Simion Ștefan, Bălgrad 1648)

Canonul muratorian, document anonim scris de un creștin, datând probabil de la sfârșitul sec. al II-lea, probabil din Vest (eventual din Roma), nu acceptă Epistola către evrei, Iacob, 1 și 2 Petru și 3 Ioan, dar acceptă Apocalipsa lui Petru și Înțelepciunea lui Solomon drept scriptură.
Epistola lui Barnaba și Păstorul lui Hermas sunt prezente în cea mai veche Biblie din lume, dar au fost mai târziu abandonate, de exemplu Păstorul lui Hermas a fost abandonată pe motiv că ar fi prea recentă.
Cărți care au fost foarte aproape de a fi definitiv incluse în acest canon, dar în cele din urmă au ratat includerea: Evanghelia după Petru și Apocalipsa lui Petru, prima pe motiv că ar putea fi interpretată docetic iar ultima pe motiv că descrie prea simplist și literal viața de apoi. Unii Părinți ai Bisericii erau de părere că Apocalipsa lui Petru trebuie considerată drept scriptură, ca egală cu Apocalipsa lui Ioan sau chiar ca preferată față de Apocalipsa lui Ioan.
Cărți care aproape au ratat includerea în canon: Epistola către evrei, pe motiv că n-a fost semnată de Apostolul Pavel și Apocalipsa lui Ioan, pe motiv că mileniul Împărăției lui Dumnezeu este redat în mod prea simplist și literal.
În canonul Noului Testament au fost incluse cărți care erau: vechi, apostolice (scrise de apostoli sau de asociați ai apostolilor), populare și în mod special ortodoxe (adică erau conforme cu învățăturile taberei ortodoxe sau proto-ortodoxe). De aceea evangheliilor, deși au fost scrise anonim, le-au fost aplicate nume de apostoli sau de asociați ai apostolilor, altfel ele n-ar fi putut fi incluse în canon.
Prima mențiune a celor 27 de cărți care compun azi Noul Testament și numai a lor datează din anul 367, într-o scrisoare a lui Atanasie din Alexandria, la circa trei sute de ani după scrierea acestor cărți. Canonul era încă disputat în acea vreme, iar scrisoarea sa nu a rezolvat disputele. Consensul în privința acestui canon s-a format începând cu secolul a V-lea. Acest consens se baza pe opinia populară. În mod oficial canonul Noului Testament a fost hotărât pentru Biserica Catolică la Conciliul Tridentin, la mijlocul secolului al XVI-lea. Până atunci niciun conciliu ecumenic nu se pronunțase în această privință.
Sinodul de la Ierusalim (1672) a stabilit canonul Bibliei pentru bisericile ortodoxe. Acest sinod a aprobat același canon al Noului Testament ca cel catolic, dar a aprobat un canon diferit în ce privește Vechiul Testament.

### Autenticitate
Biblia a fost scrisă preponderent de anonimi. Numai 8 din cele 27 de cărți ale Noului Testament sunt în mod sigur scrise de autorii cărora le sunt atribuite, și anume șapte din epistolele pauline și Apocalipsa lui Ioan (care e cert scrisă de cineva numit Ioan, deși nu e clar cine era acel Ioan, de exemplu nu știm dacă era apostol). Cele șapte epistole sunt ortonime (adică numele autorului este corect redat de tradiție), iar Apocalipsa este omonimă (adică scrisă de cineva care avea același nume cu autorul atribuit ei în mod tradițional). Restul sunt fie falsuri, fie false atribuiri, fie cărți a căror autenticitate nu este certă.
De remarcat că Martin Luther a marcat patru cărți din Noul Testament drept „Antilegomena”: Evrei, Iacob, Iuda și Apocalipsa lui Ioan. Luteranii de azi le numesc deuterocanonice în loc de Antilegomena.
O trecere în revistă a cărții lui Richard Bauckham Jesus and the Eyewitnesses: The Gospels as Eyewitness Testimony consideră „Cunoașterea consensuală din lumea academică este că poveștile despre Isus și zicerile lui au circulat vreme de decenii, suferind nenumărate repovestiri și înfrumusețări înainte de a fi așternute definitiv în scris.”

## Cărți
- Evangheliile
  - Evangheliile sinoptice
    - Matei
    - Marcu
    - Luca

  - Ioan
- Faptele Apostolilor
- Epistolele pauline
  - Romani
  - 1 Corinteni
  - 2 Corinteni
  - Galateni
  - Efeseni
  - Filipeni
  - Coloseni
  - 1 Tesaloniceni
  - 2 Tesaloniceni
  - Epistolele pastorale
    - 1 Timotei
    - 2 Timotei
    - Tit

  - Filimon
  - Evrei
- Epistolele sobornicești
  - Iacob
  - 1 Petru
  - 2 Petru
  - 1 Ioan
  - 2 Ioan
  - 3 Ioan
  - Iuda
- Apocalipsa

## Manuscrisele Noului Testament
Sunt cunoscute aproximativ 250 de manuscrise unciale pe pergament, prin care s-a transmis textul cărților considerate părți ale Noului Testament. Cele mai importante manuscrise sunt:
- Codex Sinaiticus (Alef/S 01), sec. IV, păstrat la British Museum;
- Codex Alexandrinus (A 02), sec. V, păstrat la British Library;
- Codex Vaticanus (B 03), sec. IV, păstrat în Biblioteca Vaticanului;
- Codex Ephraemi rescriptus (C 04), sec. V, păstrat în Biblioteca Națională din Paris;
- Codex Bezae Cantabrigiensis (D 05), sec. V, donat de Théodore de Bèze Universității din Cambridge.

## Noul Testament în limba română
- Prima traducere integrală este publicată în 1648 la Bălgrad (Alba Iulia)[19][20], având titlul Noul Testament sau împăcarea au Leagea Noao a lui Isus Hristos, Domnului nostru, sub îngrijirea mitropolitului Simion Ștefan. Traducerea în limba română are la bază, în principal, noua versiune latină a lui Théodore de Bèze, comparată cu textul grecesc, cu Vulgata, cu Biblia slavonă de la Ostrog (1581) și cu cea maghiară a lui Károlyi Gáspár (1590). Noul Testament de la Bălgrad a fost reeditat, sub auspiciile Arhiepiscopiei Ortodoxe Române de la Alba Iulia, în 1988 și în 1998.
- Noul Testament tradus și adnotat de Pr. Dr. Emil Pascal - A patra ediție, neschimbată, de la 17 000 la 117 000 de exemplare, IMPRIMI POTEST Paris, 13 februarie 1975, Prelat Ghe. Cosma, Rector al Misiunii Catolice Române, Éditions du Dialogue - Société d’éditions internationales, Paris 1992, ISBN 2-85316-007-6
- Noul Testament tipărit în perioada interbelică în anul 1922 în timpul Regelui Ferdinand I cu aprobarea și binecuvântarea Sfântului Sinod al Sfintei Biserici Autocefale Ortodoxe Romane tipărit de către Tipografia Cărților Bisericești.